# Jaime Bellolio

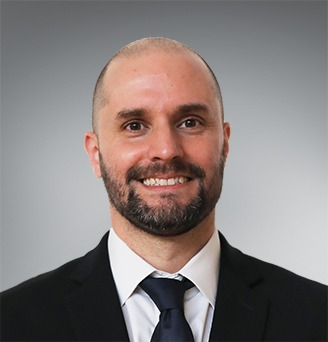
Jaime Bellolio (2020)

Jaime Andrés Bellolio Avaria (* 29. November 1980 in Santiago de Chile) ist ein chilenischer Politiker der Unabhängigen Demokratischen Union UDI (Unión Demócrata Independiente), der unter anderem zwischen 2014 und 2020 Mitglied der Abgeordnetenkammer (Cámara de Diputados) war, der zweiten Kammer des Nationalkongresses (Congreso Nacional). Im Kabinett Piñera II fungierte er von 2020 bis 2020 als Minister und Generalsekretär der Regierung (Ministro de Secretaría General de Gobierno).

## Leben
Jaime Andrés Bellolio Avaria ist der Sohn von Jaime Bellolio Rodríguez und Margarita María Avaria Benapres sowie ein Enkel Blas Bellolio Zappettini (1911–2003), der zwischen 1953 und 1961 Mitglied des Senats (Senado de la República) war, der ersten Parlamentskammer. Sein Bruder Álvaro Bellolio fungierte zwischen 2021 und 2022 als Direktor des Nationalen Migrationsdienstes SERMIG (Servicio Nacional de Migraciones). Er besuchte das Colegio Cordillera in Las Condes und engagierte sich als Präsident der Ehemaligenvereinigung. Im Anschluss begann er 1998 ein Studium im Fach Wirtschaftsingenieurwesen an der Päpstlichen Katholischen Universität von Chile PUC (Pontificia Universidad Católica de Chile), welches er als Wirtschaftsingenieur beendete. Als Student an der Päpstlichen Katholischen Universität beteiligte er sich als Mitglied verschiedener Gremien, war 2002 Beraters des Dekans der Fakultät und von 2002 bis 2003 auch Präsident der Studentenvereinigung der Katholischen Universität FEUC (Federación de Estudiantes de la Universidad Católica de Chile), deren Generalsekretär Arturo Squella Ovalle war. 2004 nominierte ihn die Zeitschrift El Sábado de El Mercurio zu einem der 100 jungen führenden Persönlichkeiten (100 Líderes Jóvenes). Daraufhin begann er mit einem Stipendium an der University of Chicago ein Studium der Politikwissenschaften mit den Schwerpunkten Bildung, Gesundheit, öffentliche Sicherheit und Verkehrswesen, und schloss dieses mit einem Master (M.A. Political Science) ab. Er arbeitete daraufhin zwischen 2005 und 2007 als Mitarbeiter für Bildung und öffentliche Politik für die Denkfabrik der „Fundación Jaime Guzmán“ und war zugleich zwischen 2005 und 2012 außerordentlicher Assistenzprofessor an der PUC, wobei er auch ein postgraduales Studium im Fach öffentliche Politik an der Universidad del Desarrollo (UDD) absolvierte. 2007 war er Koordinator des Jugendprogramms des Servicio de Chile und zudem 2008 Berater des Bildungsvikariats des Erzbistums Santiago de Chile.

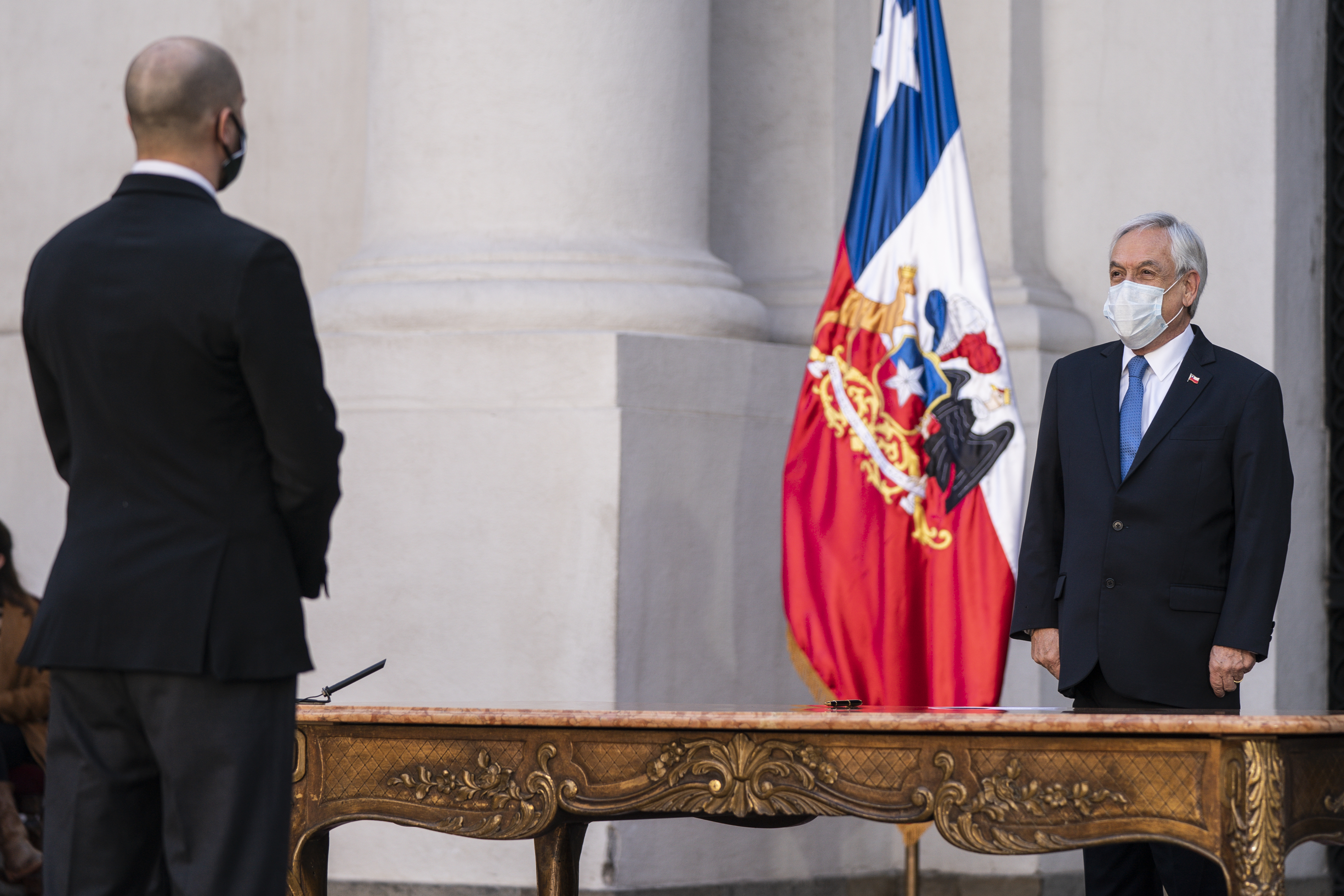
Bellolio bei der Übernahme seines Ministeramtes mit Staatspräsident Sebastián Piñera (28. Juli 2020).

Bellolio war zeitweilig Prosekretär der Unabhängigen Demokratischen Union UDI (Unión Demócrata Independiente) und Kabinettschef des Abgeordneten und späteren Präsidentschaftskandidaten José Antonio Kast, als dessen Nachfolger er für die UDI bei der Parlamentswahl am 17. November 2013 im Wahlkreis Distrito Nº 30 Región Metropolitana de Santiago erstmals zum Mitglied der Abgeordnetenkammer (Cámara de Diputados) gewählt wurde, der zweiten Kammer des Nationalkongresses (Congreso Nacional). Bei der darauf folgenden Parlamentswahl am 19. November 2017 wurde er im Wahlkreis 14° Distrito Región Metropolitana de Santiago für das Wahlbündnis Chile Vamos mit 32.044 Stimmen (10,56 Prozent) erneut zum Abgeordneten gewählt, so dass er der Abgeordnetenkammer vom 11. März 2014 bis zu seinem Mandatsverzicht am 28. Juli 2020 angehörte, woraufhin Nora Cuevas dieses Mandat übernahm.
Bellolio, der auch Kolumnen und Reportagen für die Tageszeitung El Mercurio schreibt, wurde 2018 mit dem Rising Star-Award der University of Chicago ausgezeichnet. Im zweiten Kabinett von Staatspräsident Sebastián Piñera wurde Jaime Bellolio nach seinem Mandatsverzicht am 28. Juli 2020 als Nachfolger von Karla Rubilar Minister und Generalsekretär der Regierung (Ministro de Secretaría General de Gobierno) und bekleidete dieses Ministeramt bis zum Ende von Piñeras Amtszeit am 11. März 2022.
Aus seiner 2006 geschlossenen Ehe mit Teresita Zalaquett Jiménez gingen vier Kinder hervor.